# Krasimir Anev
Pour les articles homonymes, voir Anev.
Krasimir Anev (en bulgare : Красимир Анев), né le 16 juin 1987 à Samokov, est un biathlète bulgare, membre de l'équipe nationale de 2004 à 2020 et a débuté en Coupe du monde en 2006. Il a notamment gagné deux médailles aux Championnats d'Europe, dont un titre en 2019.

## Biographie
Il commence le biathlon en 1997 au club de Borovets et représente depuis 2004 l'équipe de Bulgarie, où cette année-là, il prend pour la première fois part à une épreuve de Coupe d'Europe juniors.
En 2006, Anev prend part à sa première épreuve de Coupe du monde à Östersund. En 2007, il remporte son premier titre international en gagnant l'individuel des Championnats d'Europe junior.
Anev est sélectionné pour les Championnats du monde 2008 puis les Championnats du monde 2009 à Pyeongchang, où il marque ses premiers points avec une 36e place au sprint.
Il prend part à ses premiers jeux olympiques en 2010, où il est 25e du sprint, 45e de la poursuite, 25e de l'individuel et 16e du relais. Il continue sa progression et réalise quelques top vingt en 2011 et 2012, avant de s'infiltrer dans le top dix au début de la saison 2012-2013 à l'individuel d'Östersund avec le huitième rang. Aux Championnats d'Europe 2013 (moins de 26 ans), à Bansko, en Bulgarie, il prend la médaille de bronze à l'individuel. 
En avril 2013, Anev annonce mettre un terme à sa carrière, car ne voulant plus être entraîné par l’entraîneur de l'équipe nationale Nikolay Zakharov. Il reviendra sur sa décision après l'annonce du remplacement de Nikolay Zakharov par Georgi Fartunov. En 2014, il participe aux Jeux olympiques de Sotchi, où sa meilleure performance est une 35e place à l'individuel.
Début janvier 2015, lors de la mass start d'Oberhof, il réalise son meilleur résultat en Coupe du monde en prenant la quatrième place et en loupant le podium pour sept dixièmes. Il obtient le meilleur résultat d'un biathlète masculin bulgare en Coupe du monde, jusqu'à la médaille d'argent de Vladimir Iliev aux Championnats du monde 2017. Aux Championnats du monde 2016, à Oslo, son meilleur résultat individuel est douzième à l'individuel.
Il obtient ses meilleurs résultats dans une compétition majeure aux Championnats du monde 2017 à Hochfilzen, avec les sixième et septième places au sprint puis la poursuite, au cours de la meilleure saison de sa carrière (il termine 26e du classement général de la Coupe du monde 2016-2017). Il est aussi deux fois médaillé aux Championnats d'Europe cet hiver (argent en individuel et bronze en sprint) et en 2018 à Racines (argent en poursuite et bronze en sprint). Juste après, il honore sa troisième sélection pour des jeux olympiques à Pyeongchang, où il égale avec une 25e place sur l'individuel ses performances de l'édition 2010.
Krasimir Anev remporte finalement sa première victoire internationale sénior en 2019, devançant Tarjei Bø sur l'individuel des Championnats d'Europe de Minsk.
Il prend sa retraite en 2020, où il termine notamment treizième à la poursuite des Championnats du monde à Anterselva. Plusieurs facteurs justifient sa décision : une baisse de motivation soudaine, une fatigue physique et un conflit avec sa fédération et sa présidente Ekaterina Dafovska.

## Palmarès

### Jeux olympiques
| Épreuve / Édition                | Individuel | Sprint | Poursuite | Départ en masse | Relais | Relais mixte                     |
| Jeux olympiques 2010 Vancouver   | 25e        | 25e    | 45e       | —               | 16e    | Épreuve inexistante à cette date |
| Jeux olympiques 2014 Sotchi      | 35e        | 49e    | 48e       | —               | 15e    | —                                |
| Jeux olympiques 2018 Pyeongchang | 25e        | 37e    | 45e       | —               | 16e    | 17e                              |

### Championnats du monde
| Mondiaux \ Épreuve      | Individuel                   | Sprint                       | Poursuite                    | Mass start                   | Relais                       | Relais mixte |
| 2008 Östersund          | 38e                          | 56e                          | 51e                          | —                            | —                            | —            |
| 2009 Pyeongchang        | 36e                          | 36e                          | 45e                          | —                            | 11e                          | —            |
| 2010 Khanty-Mansiisk    | Jeux olympiques de Vancouver | Jeux olympiques de Vancouver | Jeux olympiques de Vancouver | Jeux olympiques de Vancouver | Jeux olympiques de Vancouver | 15e          |
| 2011 Khanty-Mansiisk    | 51e                          | —                            | —                            | —                            | 16e                          | —            |
| 2012 Ruhpolding         | 19e                          | 52e                          | DNS                          | —                            | 17e                          | 22e          |
| 2013 Nové Město         | 37e                          | 11e                          | 19e                          | —                            | 9e                           | 15e          |
| 2015 Kontiolahti        | 19e                          | 52e                          | 49e                          | —                            | 16e                          | 18e          |
| 2016 Holmenkollen       | 12e                          | 34e                          | 29e                          | 25e                          | 13e                          | 16e          |
| 2017 Hochfilzen         | 16e                          | 6e                           | 7e                           | 12e                          | 9e                           | —            |
| 2019 Östersund          | 27e                          | 28e                          | 39e                          | —                            | 9e                           | 21e          |
| 2020 Antholz-Anterselva | 18e                          | 30e                          | 13e                          | 16e                          | 11e                          | —            |

Légende :
- — : non disputée par Anev

### Coupe du monde
- Meilleur classement général : 26e en 2017.
- Meilleur résultat individuel : 4e.

#### Classements en Coupe du monde
| Saison    | Classement général final | Individuel | Sprint | Poursuite | Mass start |
| 2006-2007 | nc                       | nc         | nc     |           |            |
| 2007-2008 | nc                       | nc         | nc     | nc        |            |
| 2008-2009 | 97e                      | 76e        | 89e    | nc        |            |
| 2009-2010 | 67e                      | 58e        | 67e    | 73e       |            |
| 2010-2011 | 38e                      | 27e        | 34e    | 58e       | 41e        |
| 2011-2012 | 41e                      | 20e        | 41e    | 44e       | 41e        |
| 2012-2013 | 38e                      | 10e        | 40e    | 36e       |            |
| 2013-2014 | 43e                      | 56e        | 42e    | 38e       |            |
| 2014-2015 | 28e                      | 21e        | 29e    | 33e       | 21e        |
| 2015-2016 | 30e                      | 19e        | 26e    | 30e       | 40e        |
| 2016-2017 | 26e                      | 6e         | 31e    | 30e       | 33e        |
| 2017-2018 | 34e                      | 23e        | 39e    | 45e       | 32e        |
| 2018-2019 | 39e                      | 59e        | 36e    | 47e       | 34e        |
| 2019-2020 | 40e                      | 21e        | 60e    | 45e       | 35e        |

### Championnats d'Europe
- 9 médailles :
  -  1 en or à l'individuel en 2019.
  -  3 en argent à la poursuite en 2011, 2015 et 2018.
  -  1 en argent à l'individuel en 2017.
  -  2 en bronze à l'individuel en 2011 et 2013.
  -  2 en bronze au sprint en 2017 et 2018.

### Championnats d'Europe junior
- Médaille d'or de l'individuel en 2007.
- Médaille d'argent de la poursuite en 2007.
- Médaille d'argent de l'individuel en 2008.
- Médaille de bronze de la poursuite en 2008.

### Universiades
- Médaille d'argent de l'individuel et de la mass start en 2011.
- Médaille de bronze du relais mixte en 2011.

### Championnats du monde de biathlon d'été
- Médaille de bronze de la poursuite en 2011, 2014 et 2017.

### IBU Cup
- 3 podiums.